# Pseudocercospora geicola
Pseudocercospora geicola är en svampart som beskrevs av U. Braun 1991. Pseudocercospora geicola ingår i släktet Pseudocercospora och familjen Mycosphaerellaceae.   Inga underarter finns listade i Catalogue of Life.